# Cabassous
Genre
Cabassous est un genre de tatous de la sous-famille des Tolypeutinae. 

## Répartition
Les Cabassous se trouvent en Amérique du Sud et en Amérique centrale

## Liste d'espèces
Selon ITIS (26 févr. 2012) et NCBI (26 févr. 2012) :
- Cabassous centralis (Miller, 1899) - Tatou à queue nue du Nord
- Cabassous chacoensis Wetzel, 1980 - Tatou à queue nue du Chaco
- Cabassous tatouay (Desmarest, 1804) - Tatou à queue nue géant
- Cabassous unicinctus (Linnaeus, 1758) - Tatou à queue nue du Sud
  - sous-espèce Cabassous unicinctus squamicaudis
  - sous-espèce Cabassous unicinctus unicinctus